# Eulepidotis flavipex
Eulepidotis flavipex är en fjärilsart som beskrevs av Paul Dognin 1914. Eulepidotis flavipex ingår i släktet Eulepidotis och familjen nattflyn. Inga underarter finns listade i Catalogue of Life.